# 佳能 EOS 77D
佳能EOS 77D，在日本稱為EOS 9000D，於2017年2月14日由佳能發售的一款數码單反相機，單機身建議售價為899美元，台灣官方售價則為25,900台幣（含稅）；單機身配上EF-S 18-55mm IS STM 套机鏡头售價約為1049美元，配上新版的EF-S 18-135mm IS USM 套机鏡約為1499美元。中国大陆单机的售价为4,799元人民币。
77D虽然承袭了部分佳能80D的参数，如2400万像素CMOS传感器，45点全十字对焦系统，眼平五棱镜取景器等，还加入了以往佳能中端及以上单反才有的双拨轮和一块基本型肩屏，但它的定位仍是一款入门级单反，主要理由在于：它的模具与上一代的佳能760D几乎完全相同，取景器虽然是一块光学五棱镜取景器，但其视野覆盖率为入门级单反典型的95%，远没有达到100%。所以佳能77D应该是一款与佳能760D定位相同的入门级单反。

## 主要特色
- 0.03秒對焦速度
- 45點全十字對焦系统
- 使用雙像素CMOS自動對焦（Dual Pixel CMOS AF），80D、800D以及佳能微单EOS M5、EOS M6均使用这种对焦技术。
- 有效像素達到2,420萬像素
- DIGIC 7 影像处理器
- 支援藍芽以及Wi-fi